# گروه چاینا پراپرتیز
گروه چاینا پراپرتیز (انگلیسی: China Properties Group) شرکت املاک چینی است، که در سال ۲۰۰۰ تأسیس شد.